# Филон из Лариссы
Филон из Лариссы (др.-греч. Φίλων; 154/3 г. до н. э. — 84/3 г. до н. э.) — древнегреческий философ, ученик Клитомаха, следующий после него глава Академии. Во время Митридатовых войн мог видеть разрушение Академии, переехал в Рим, где Цицерон слушал его лекции. Филон был скептиком как до него Клитомах и Карнеад, но в более умеренной форме.
Его произведения не сохранились, о воззрениях известно опосредованно, из трудов Нумения, Секста Эмпирика и Цицерона. В целом, его философия характеризуется отходом от академического скептицизма «Средней» и «Новой» Академии в сторону догматизма Платона.